# Хунгаски, Роберт Эндрю
Роберт Эндрю Хунгаски (Хангаски; англ. Robert Andrew Hungaski; род. 8 декабря 1987, Стамфорд) — американский шахматист, гроссмейстер (2013), тренер.
Роберт родился в семье американца и аргентинки. После развода родителей в раннем возрасте переехал в Аргентину. Там познакомился с шахматами в возрасте шести лет. Серьёзно начала заниматься в возрасте двенадцати лет, когда решил стать профессионалом. Несмотря на это, не пренебрёг образованием. В 18 лет стал международным мастером. В это время заканчивал школу. А гроссмейстером стал в 24 года, когда заканчивал колледж. В мае 2012 года окончил Коннектикутский университет.
Выступал в Шахматной лиге США. В сезоне 2010 года в составе клуба «Нью-Инглэнд Нористерс» стал чемпионом, вошёл в символическую сборную всех звёзд и был признан новичком года. В сезонах 2013 и 2014 годов выступал за «Манхэттен Эпплсоуз»

## Изменения рейтинга
| Графики недоступны из-за технических проблем. См. информацию на Фабрикаторе и на mediawiki.org. |